# Bricoptis parumpunctata
Bricoptis parumpunctata är en skalbaggsart som beskrevs av Pouillaude 1917. Bricoptis parumpunctata ingår i släktet Bricoptis och familjen Cetoniidae. Inga underarter finns listade.